# Ai Sugiyama
Ai Sugiyama (jap. 杉山 愛 Sugiyama Ai; ur. 5 lipca 1975 w Jokohamie) – japońska tenisistka, zwyciężczyni czterech turniejów wielkoszlemowych w grze podwójnej i mieszanej, liderka rankingu deblowego, medalistka igrzysk azjatyckich, klasyfikowana w czołowej dziesiątce gry pojedynczej.

## Kariera tenisowa
W październiku 1992 rozpoczęła karierę zawodową. Do czerwca 2006 odniosła 33 zwycięstwa turniejowe w deblu i 6 w singlu. Po raz pierwszy na czele rankingu światowego deblistek znalazła się w październiku 2000; najwyższą pozycję w grze pojedynczej zajmowała w lutym 2004, była wówczas na miejscu nr 8. Największe sukcesy deblowe odnosiła w parze z Francuzką Julie Halard-Decugis, Belgijką Kim Clijsters i Rosjanką Jeleną Lichowcewą. W grze podwójnej odniosła trzy zwycięstwa w turniejach wielkoszlemowych – z Clijsters wygrała French Open i Wimbledon w 2003, z Halard-Decugis US Open w 2000; ponadto z Hindusem Bhupathim wygrała konkurencję miksta na US Open w 1999.
Spektakularny sukces odniosła na turnieju w Scottsdale w 2003. Turniej został storpedowany przez opady deszczu i zmusiło to organizatorów do rozegrania półfinałów i finałów – zarówno w grze pojedynczej, jak i podwójnej – jednego dnia. Sugiyama wygrała najpierw turniej singlowy (w drodze do finału odniosła zwycięstwa nad Amerykankami Lindsay Davenport i Alexandrą Stevenson), pokonując w decydującym meczu Clijsters, a kilka godzin później także deblowy. Tym samym w ciągu jednego dnia rozegrała cztery zwycięskie mecze.
Jesienią 2003 wygrała turniej halowy w Linzu; dwa wygrane turnieje, a także inne udane występy (półfinał w prestiżowym Italian Open w Rzymie, półfinały w Los Angeles, Szanghaju i Filadelfii, IV runda wielkoszlemowych French Open, Wimbledonu i US Open) zapewniły jej udział w kończącym sezon Masters (rozgrywanym po raz pierwszy w obsadzie 8-osobowej). Nie zdołała wyjść na tym turnieju z grupy eliminacyjnej, ale odniosła zwycięstwo nad belgijską wiceliderką rankingu światowego, Justine Henin-Hardenne.
Występowała także w turniejach Masters w deblu (1998–2000 kończyła występy na ćwierćfinale, 2002 była w półfinale, 2003 w finale). Jest pierwszą Japonką, która osiągnęła pozycję liderki rankingu deblistek; najlepszymi sezonami w jej karierze deblowej były rok 2000, kiedy świętowała siedem tytułów oraz 2003, kiedy wygrała osiem imprez.
Z innych wysoko notowanych rywalek, które udało się jej pokonać, warto wymienić Steffi Graf, Amandę Coetzer, Arantxę Sánchez Vicario, Janę Novotną, Mary Pierce, Danielę Hantuchovą, Martinę Hingis. Osiągnęła ćwierćfinały wielkoszlemowe w grze pojedynczej w Australian Open 2000 i na Wimbledonie 2004 (przegrała z późniejszą mistrzynią Szarapową po zaciętym meczu 7:5, 5:7, 1:6). Reprezentowała Japonię na igrzyskach olimpijskich w Atlancie (1996), Sydney (2000) i Atenach (2004); w parze ze Shinobu Asagoe była w półfinale debla na ateńskich igrzyskach, mecz o brązowy medal przegrała z Argentynkami Suárez i Tarabini. Sugiyama jest również reprezentantką w Pucharze Federacji, zarówno w grze pojedynczej, jak i podwójnej (1995–2000, od 2003).
Jest zawodniczką praworęczną, z oburęcznym bekhendem. Jako czołowa deblistka wyróżnia się dobrym returnem i wolejem.
Zakończyła karierę w październiku 2009, po przegranym finale gry podwójnej Toray Pan Pacific Open w Tokio – grała w parze z Danielą Hantuchovą.

## Historia występów wielkoszlemowych
Legenda
     W, wygrany turniej
     F, przegrana w finale
     SF, przegrana w półfinale
     QF, przegrana w ćwierćfinale
     xR, przegrana w x rundzie
     A, brak startu
     NH, turniej nie odbył się

### Występy w grze pojedynczej
| Australian Open        | A   | A   | A   | A  | 1R | 3R | 2R | 4R | 1R | QF | 1R | 3R | 2R | 2R | 1R | 1R | 2R | 3R | 3R | 19 – 15 |  |  |  |  |  |  |
| French Open            | A   | A   | A   | A  | 4R | 1R | 2R | 2R | 2R | 4R | 1R | 2R | 4R | 2R | 1R | 2R | 3R | 2R | 1R | 18 – 15 |  |  |  |  |  |  |
| Wimbledon              | A   | A   | 1R  | 1R | 1R | 4R | 1R | 1R | 2R | 2R | 3R | 3R | 4R | QF | 1R | 4R | 3R | 3R | 3R | 25 – 17 |  |  |  |  |  |  |
| US Open                | A   | A   | A   | 1R | 2R | 2R | 2R | 2R | 3R | 2R | 2R | 2R | 4R | 4R | 3R | 3R | 2R | 3R | 1R | 22 – 16 |  |  |  |  |  |  |
|                        |     |     |     |    |    |    |    |    |    |    |    |    |    |    |    |    |    |    |    |         |  |  |  |  |  |  |
| Ranking na koniec roku | 568 | 183 | 142 | 72 | 46 | 28 | 20 | 18 | 24 | 33 | 30 | 24 | 10 | 17 | 30 | 26 | 39 | 31 |    | 84 – 63 |  |  |  |  |  |  |

### Występy w grze podwójnej
| Australian Open        | A   | A   | 1R  | A  | 2R | 2R | 1R | QF | 2R | QF | SF | 3R | QF | SF | 3R | 3R | QF | 2R | F  | 0 / 16 | 35 – 16  |  |  |  |  |  |  |
| French Open            | A   | A   | A   | A  | 2R | 2R | 2R | 3R | QF | SF | 3R | SF | W  | 1R | 2R | F  | F  | 2R | 3R | 1 / 15 | 38 – 14  |  |  |  |  |  |  |
| Wimbledon              | A   | A   | A   | 1R | 1R | 1R | 1R | 3R | 2R | F  | F  | 3R | W  | F  | QF | 1R | F  | 2R | 2R | 1 / 16 | 36 – 15  |  |  |  |  |  |  |
| US Open                | A   | A   | A   | 2R | 3R | 1R | 2R | A  | 1R | W  | A  | 1R | 2R | SF | 3R | 2R | QF | SF | 3R | 1 / 14 | 27 – 13  |  |  |  |  |  |  |
|                        |     |     |     |    |    |    |    |    |    |    |    |    |    |    |    |    |    |    |    |        |          |  |  |  |  |  |  |
| Ranking na koniec roku | 704 | 169 | 208 | 53 | 45 | 77 | 25 | 13 | 16 | 2  | 9  | 12 | 3  | 9  | 14 | 12 | 6  | 6  |    | 3 / 61 | 136 – 58 |  |  |  |  |  |  |

### Występy w grze mieszanej
| Australian Open | A | A | A | A | A | A  | A | A | 2R | A  | 2R | A | 2R | A  | A  | 2R | A  | A  | A | 0 / 4  | 4 – 4   |  |  |  |  |  |  |
| French Open     | A | A | A | A | A | 3R | A | A | QF | SF | 1R | A | A  | A  | 1R | A  | 1R | A  | A | 0 / 6  | 9 – 6   |  |  |  |  |  |  |
| Wimbledon       | A | A | A | A | A | 1R | A | A | 2R | A  | QF | A | A  | SF | A  | 1R | A  | QF | A | 0 / 6  | 11 – 6  |  |  |  |  |  |  |
| US Open         | A | A | A | A | A | A  | A | A | W  | 1R | SF | A | A  | 2R | QF | A  | A  | 1R | A | 1 / 6  | 11 – 5  |  |  |  |  |  |  |
|                 |   |   |   |   |   |    |   |   |    |    |    |   |    |    |    |    |    |    |   |        |         |  |  |  |  |  |  |
|                 |   |   |   |   |   |    |   |   |    |    |    |   |    |    |    |    |    |    |   | 1 / 22 | 35 – 21 |  |  |  |  |  |  |

### Występy w grze podwójnej w turniejach legend
| Turniej         | 2010                    | 2011                    | 2012                    | 2013 | 2014 | 2015 | 2016 | 2017 | 2018 | 2019 | 2020 | Tytuły |
| --------------- | ----------------------- | ----------------------- | ----------------------- | ---- | ---- | ---- | ---- | ---- | ---- | ---- | ---- | ------ |
| Australian Open | turnieju nie rozgrywano | turnieju nie rozgrywano | turnieju nie rozgrywano | A    | A    | NH   | A    | A    | A    | A    | A    | 0 / 0  |
| French Open     | A                       | A                       | A                       | A    | A    | A    | A    | A    | A    | A    | NH   | 0 / 0  |
| Wimbledon       | A                       | A                       | A                       | A    | A    | A    | A    | A    | RR   | RR   | NH   | 0 / 2  |
| US Open         | turnieju nie rozgrywano | turnieju nie rozgrywano | turnieju nie rozgrywano | A    | A    | A    | A    | A    | NH   | NH   | NH   | 0 / 0  |

## Finały turniejów WTA
| Legenda                     | Legenda |
| --------------------------- | ------- |
| Wielki Szlem                |         |
| Igrzyska olimpijskie        |         |
| WTA Tour Championships      |         |
| 1988 – 2008                 |         |
| Kategoria I                 |         |
| Kategoria II                |         |
| Kategoria III               |         |
| Kategoria IV                |         |
| Kategoria V                 |         |
| 2009 – 2020                 |         |
| WTA Premier Mandatory       |         |
| WTA Premier 5               |         |
| WTA Premier                 |         |
| WTA International Series    |         |
| WTA 125K series (2012–2020) |         |

### Gra pojedyncza 13 (6-7)
| Końcowy wynik | Nr | Data                 | Turniej    | Nawierzchnia    | Przeciwniczka     | Wynik finału     |
| ------------- | -- | -------------------- | ---------- | --------------- | ----------------- | ---------------- |
| Finalistka    | 1. | 13 listopada 1994    | Surabaja   | Twarda          | Elena Wagner      | 6:2, 0:6, krecz  |
| Finalistka    | 2. | 4 listopada 1995     | Oakland    | Dywanowa (hala) | Magdalena Maleewa | 3:6, 4:6         |
| Finalistka    | 3. | 5 stycznia 1997      | Gold Coast | Twarda          | Jelena Lichowcewa | 6:3, 6:7(7), 3:6 |
| Zwyciężczyni  | 1. | 20 kwietnia 1997     | Tokio      | Twarda          | Amy Frazier       | 4:6, 6:4, 6:4    |
| Finalistka    | 4. | 2 listopada 1997     | Moskwa     | Dywanowa (hala) | Jana Novotná      | 3:6, 4:6         |
| Zwyciężczyni  | 2. | 11 stycznia 1998     | Gold Coast | Twarda          | María Vento       | 7:5, 6:0         |
| Zwyciężczyni  | 3. | 19 kwietnia 1998     | Tokio      | Twarda          | Corina Morariu    | 6:3, 6:3         |
| Finalistka    | 5. | 18 kwietnia 1999     | Tokio      | Twarda          | Amy Frazier       | 2:6, 2:6         |
| Zwyciężczyni  | 4. | 2 marca 2003         | Scottsdale | Twarda          | Kim Clijsters     | 3:6, 7:5, 6:4    |
| Zwyciężczyni  | 5. | 26 października 2003 | Linz       | Twarda (hala)   | Nadieżda Pietrowa | 7:5, 6:4         |
| Zwyciężczyni  | 6. | 11 stycznia 2004     | Gold Coast | Twarda          | Nadieżda Pietrowa | 1:6, 6:1, 6:4    |
| Finalistka    | 6. | 7 sierpnia 2005      | San Diego  | Twarda          | Mary Pierce       | 0:6, 3:6         |
| Finalistka    | 7. | 1 października 2006  | Seul       | Twarda          | Eleni Daniilidu   | 6:3, 2:6, 7:6(3) |

### Gra mieszana 1 (1–0)
| Końcowy wynik | Nr | Data             | Turniej | Nawierzchnia | Partner         | Przeciwnicy                | Wynik finału |
| ------------- | -- | ---------------- | ------- | ------------ | --------------- | -------------------------- | ------------ |
| Zwyciężczyni  | 1. | 11 września 1999 | US Open | Twarda       | Mahesh Bhupathi | Kimberly Po Donald Johnson | 6:4, 6:4     |

## Finały turniejów rangi ITF
| turnieje z pulą nagród 100 000 $ |
| turnieje z pulą nagród 75 000 $  |
| turnieje z pulą nagród 50 000 $  |
| turnieje z pulą nagród 25 000 $  |
| turnieje z pulą nagród 15 000 $  |
| turnieje z pulą nagród 10 000 $  |

### Gra pojedyncza 3 (1-2)
| Rezultat     | Data       | Turniej    | ($)    | Naw.    | Przeciwniczka     | Wynik          |
| Finalistka   | 19/07/1992 | Evansville | 25 000 | Twarda  | Iva Majoli        | 3:6, 1:6       |
| Zwyciężczyni | 26/07/1992 | Roanoke    | 10 000 | Twarda  | Tatiana Ignatieva | 6:2, 2:3 krecz |
| Finalistka   | 25/07/1993 | St Simons  | 25 000 | Ceglana | Hiromi Nagano     | 1:6, 1:6       |

### Gra podwójna 5 (4-1)
| Rezultat     | Data       | Turniej      | ($)    | Naw.            | Partnerka      | Przeciwniczki               | Wynik         |
| Zwyciężczyni | 16/02/1992 | Bangkok      | 10 000 | Twarda          | Mami Donoshiro | Huang Qian Yang Li Hua      | 6:4, 3:6, 6:4 |
| Finalistka   | 23/02/1992 | Bandung      | 10 000 | Twarda          | Mami Donoshiro | Chen Li Ling Yi Jing Qian   | 6:4, 3:6, 4:6 |
| Zwyciężczyni | 01/08/1993 | Roanoke      | 10 000 | Twarda          | Yoshiko Sasano | Mareze Joubert Vanessa Webb | 6:4, 6:3      |
| Zwyciężczyni | 21/08/1994 | Fayetteville | 25 000 | Twarda          | Yuka Yoshida   | Andrea Leand Eleni Rossides | 6:4, 7:5      |
| Zwyciężczyni | 06/05/2007 | Gifu         | 50 000 | Dywanowa (hala) | Ayumi Morita   | Kumiko Iijima Seiko Okamoto | 6:1, 3:6, 6:0 |

## Występy w igrzyskach olimpijskich

### Gra pojedyncza
| Runda                                                                         | Przeciwniczka                     | Wynik         |  |
| ----------------------------------------------------------------------------- | --------------------------------- | ------------- |  |
|                                                                               |                                   |               |  |
| Letnie Igrzyska Olimpijskie w Atlancie 1996, reprezentując państwo Japonia    |                                   |               |  |
| I runda                                                                       | Czechy: Katarína Studeníková      | 6:2, 6:3      |  |
| II runda                                                                      | Szwajcaria: Martina Hingis [15]   | 6:4, 6:4      |  |
| III runda                                                                     | Czechy: Jana Novotná [6]          | 3:6, 4:6      |  |
|                                                                               |                                   |               |  |
| Letnie Igrzyska Olimpijskie w Sydney 2000, reprezentując państwo Japonia [14] |                                   |               |  |
| I runda                                                                       | Australia: Jelena Dokić           | 0:6, 6:7(1)   |  |
|                                                                               |                                   |               |  |
| Letnie Igrzyska Olimpijskie w Atenach 2004, reprezentując państwo Japonia [8] |                                   |               |  |
| I runda                                                                       | Chiny: Zheng Jie                  | 4:6, 6:3, 8:6 |  |
| II runda                                                                      | Ukraina: Tetiana Perebyjnis       | 7:5, 6:4      |  |
| III runda                                                                     | Chorwacja: Karolina Šprem [12]    | 7:6(6), 6:1   |  |
| ćwierćfinał                                                                   | Australia: Alicia Molik           | 3:6, 4:6      |  |
|                                                                               |                                   |               |  |
| Letnie Igrzyska Olimpijskie w Pekinie 2008, reprezentując państwo Japonia     |                                   |               |  |
| I runda                                                                       | Słowacja: Daniela Hantuchová [10] | 2:6, 5:7      |  |

### Gra podwójna
| Runda                                                                      | Partnerka           | Przeciwniczki                                             | Wynik         |
| -------------------------------------------------------------------------- | ------------------- | --------------------------------------------------------- | ------------- |
|                                                                            |                     |                                                           |               |
| Letnie Igrzyska Olimpijskie w Atlancie 1996, reprezentując państwo Japonia |                     |                                                           |               |
| I runda                                                                    | Kyōko Nagatsuka [8] | Kanada: Jill Hetherington / Patricia Hy-Boulais           | 6:7(2), 1:6   |
|                                                                            |                     |                                                           |               |
| Letnie Igrzyska Olimpijskie w Sydney 2000, reprezentując państwo Japonia   |                     |                                                           |               |
| I runda                                                                    | Nana Miyagi [4]     | Indonezja: Yayuk Basuki / Wynne Prakusya                  | 6:2, 5:7, 6:4 |
| II runda                                                                   | Nana Miyagi [4]     | Tajlandia: Benjamas Sangaram / Tamarine Tanasugarn        | 6:2, 5:7, 2:6 |
|                                                                            |                     |                                                           |               |
| Letnie Igrzyska Olimpijskie w Atenach 2004, reprezentując państwo Japonia  |                     |                                                           |               |
| I runda                                                                    | Shinobu Asagoe [5]  | Rosja: Jelena Diemientjewa / Anastasija Myskina           | 5:7, 7:5, 6:3 |
| II runda                                                                   | Shinobu Asagoe [5]  | Chorwacja: Jelena Kostanić / Karolina Šprem               | 6:3, 7:5      |
| ćwierćfinał                                                                | Shinobu Asagoe [5]  | Stany Zjednoczone: Martina Navrátilová / Lisa Raymond [3] | 6:4, 4:6, 6:4 |
| półfinał                                                                   | Shinobu Asagoe [5]  | Hiszpania: Conchita Martínez, Virginia Ruano Pascual [2]  | 3:6, 0:6      |
| O trzecie miejsce                                                          | Shinobu Asagoe [5]  | Argentyna: Paola Suárez / Patricia Tarabini [7]           | 3:6, 3:6      |
|                                                                            |                     |                                                           |               |
| Letnie Igrzyska Olimpijskie w Pekinie 2008, reprezentując państwo Japonia  |                     |                                                           |               |
| I runda                                                                    | Ayumi Morita        | Węgry: Gréta Arn / Ágnes Szávay                           | 6:3, 6:3      |
| II runda                                                                   | Ayumi Morita        | Stany Zjednoczone: Serena Williams / Venus Williams [2]   | 5:7, 2:6      |